# 圣阿芒德佩拉加勒
圣阿芒德佩拉加勒（法語：Saint-Amans-de-Pellagal）是法国奧克西塔尼大區塔恩-加龙省的一个市镇，属于卡斯泰尔萨拉桑区。

## 地理
圣阿芒德佩拉加勒（44°13'40"N, 1°6'32"E）面积14.51 平方千米，位于法国奧克西塔尼大區塔恩-加龙省，该省份为法国西南部内陆省份，北起顺时针与洛特省、阿韦龙省、塔恩省、上加龙省、热尔省和洛特-加龙省接壤。
与圣阿芒德佩拉加勒接壤的市镇（或旧市镇、城区）包括：卡兹-蒙德纳尔、迪尔福-拉卡普莱特、洛泽特、蒙塔居代、蒙巴尔拉。
圣阿芒德佩拉加勒的时区为UTC+01:00、UTC+02:00（夏令时）。

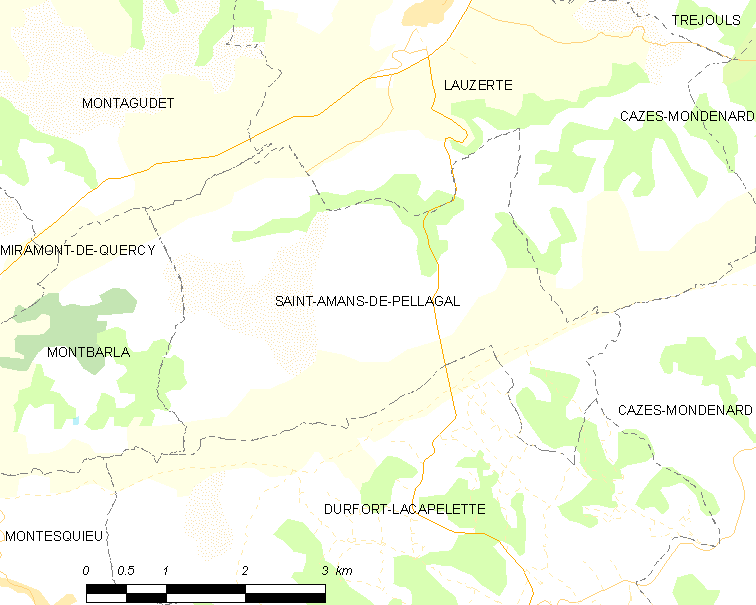
圣阿芒德佩拉加勒的OSM定位图

## 行政
圣阿芒德佩拉加勒的邮政编码为82110，INSEE市镇编码为82154。

## 政治
圣阿芒德佩拉加勒所属的省级选区为塞尔地区-南凯尔西县。

## 人口

1962-2008年间圣阿芒德佩拉加勒人口变化图示

圣阿芒德佩拉加勒于2022年1月1日时的人口数量为214人。